# Hartmaniella erecta
Hartmaniella erecta är en ringmaskart som beskrevs av Imajima 1977. Hartmaniella erecta ingår i släktet Hartmaniella och familjen Hartmaniellidae. Inga underarter finns listade i Catalogue of Life.